# Hyttsjön (By socken, Dalarna)
Hyttsjön är en sjö i Avesta kommun i Dalarna och ingår i Dalälvens huvudavrinningsområde. Sjön har en area på 0,0339 kvadratkilometer och ligger 134 meter över havet.

## Delavrinningsområde
Hyttsjön ingår i det delavrinningsområde (669298-153067) som SMHI kallar för Ovan 669303-153304. Medelhöjden är 157 meter över havet och ytan är 13,64 kvadratkilometer. Räknas de 2 avrinningsområdena uppströms in blir den ackumulerade arean 18,98 kvadratkilometer. Årängsån (Vallaån) som avvattnar avrinningsområdet har biflödesordning 2, vilket innebär att vattnet flödar genom totalt 2 vattendrag innan det når havet efter 123 kilometer. Avrinningsområdet består mestadels av skog (81 procent). Avrinningsområdet har 0,07 kvadratkilometer vattenytor vilket ger det en sjöprocent på 0,5 procent.